# HD 139664
HD 139664 je hvězda hlavní posloupnosti, nachází se přibližně 57 světelných let od Slunce. Na obloze ji lze nalézt v souhvězdí Vlka. Hvězda je o něco větší než Slunce a její stáří je asi 300 milionů let. Na snímcích z Hubblova vesmírného dalekohledu byl kolem hvězdy nalezen úzký cirkumstelární disk, podobný Kuiperovu pásu ve sluneční soustavě. Jeho ostré okraje by mohly svědčit o přítomnosti zatím nepozorované planety.